# Museu de Arte Moderna do Rio de Janeiro
O Museu de Arte Moderna do Rio de Janeiro (MAM Rio) é uma das mais importantes instituições culturais do Brasil. Localiza-se na cidade do Rio de Janeiro, no Parque do Flamengo, entre o Monumento Nacional aos Mortos da Segunda Guerra Mundial e o Aeroporto Santos Dumont, próximo ao centro histórico do Rio. Seu edifício-sede, a obra mais conhecida do arquiteto carioca nascido em Paris Affonso Eduardo Reidy, é um marco na arquitetura moderna no mundo e segue a orientação da arquitetura racionalista, destacando-se pelo emprego de pilotis, grande vão livre e integração com a paisagem e os jardins do entorno, que são obra do paisagista Roberto Burle Marx.
O museu foi inaugurado em 1948, por iniciativa de um grupo de empresários presidido por Raymundo Ottoni de Castro Maia, como uma organização particular sem fins lucrativos, fruto do contexto cultural e econômico que o Brasil vivenciou no segundo pós-guerra, em que se observou a diversificação dos equipamentos culturais deste país, a aquisição de um valioso patrimônio artístico e a assimilação das correntes artísticas modernas.
Palco de diversos acontecimentos de grande relevância na vanguarda artística brasileira, o museu amealhou ao longo de sua história uma grande coleção de arte moderna e contemporânea altamente representativa. Parte dessa coleção foi perdida no trágico incêndio de 1978. Conserva hoje aproximadamente 15 mil obras de arte, sendo 6 600 da coleção própria e as demais, em regime de comodato, advindas da Coleção Gilberto Chateaubriand, desde 1993, e da coleção de fotografias de Joaquim Paiva.

## História

### Antecedentes
No Brasil, a década de 1940 foi um período marcado pela intensa participação da iniciativa privada no processo de criação de uma rede de equipamentos culturais de alto nível e pela consolidação do apreço pela estética modernista entre colecionadores e intelectuais em geral. O período de grande prosperidade que o Brasil experimentava, propiciado pelo avanço da industrialização, contrastava com a difícil situação financeira vivenciada pela Europa após o término da Segunda Guerra Mundial.
Em São Paulo, Assis Chateaubriand e Pietro Maria Bardi haviam desenvolvido um método que permitiria o financiamento privado para a aquisição de obras de grande relevância artística no então combalido mercado de arte internacional, fundando em 1947 o Museu de Arte de São Paulo - primeiro espaço museológico do país a atuar com perfil de centro cultural. No ano seguinte, Ciccillo Matarazzo funda o primeiro museu brasileiro exclusivamente voltado às mais recentes tendências artísticas de então, o Museu de Arte Moderna de São Paulo, inspirado nos moldes do Museu de Arte Moderna de Nova York e, como o MASP, propulsor do modelo de "museu vivo", fundamentalmente estruturado em torno de um projeto de atuação didática.
O período do pós-guerra seria igualmente importante para a profusão do colecionismo privado, resultando, por exemplo, nos notáveis acervos amealhados pelas irmãs Ema e Eva Klabin e pelo empresário Raymundo Ottoni de Castro Maya, importante "adido cultural" da capital fluminense, dedicado, da mesma forma que Chateaubriand em São Paulo, a suprir importantes lacunas da cena artística do Rio de Janeiro, destacando-se a fundação, em 1943, da Sociedade dos Cem Bibliófilos do Brasil.
A ata de fundação do Museu de Arte Moderna do Rio é de 1948, quando a presidente era de Raymundo de Castro Maya.

### Os primeiros anos
O Museu nasceu como entidade civil em 1951, e no ano seguinte foi instalado provisoriamente no Palácio da Cultura. Em dezembro de 1952, a Câmara dos Vereadores aprova proposta de doação de terreno de 40 mil metros quadrados para a instituição. A transferência à sede própria se dá, contudo, em 1958, quando é inaugurado seu Bloco Escola. O Bloco de Exposições foi concluído em 30 de outubro de 1967.
O museu foi palco de diversos acontecimentos da vanguarda artística da década de 60, dos Novos Realistas aos Neoconcretos. Ele sediou as mostras Opinião 65, Opinião 66, Nova Objetividade (1967) e o Salão da Bússola (1969). Além disso, ofereceu diversos cursos que influenciaram o ensino de design. Foi na mostra Nova Objetividade que Hélio Oiticica expôs a sua obra Tropicália, cujo nome deu origem ao Movimento Tropicalista.
Por alguns anos, dentro do Museu, funcionou um estúdio de dublagem, a Technisom.

### Incêndio e Reforma
Em 1978, uma grande retrospectiva do trabalho de Torres-García estava montada no Brasil, o Museu de Arte Moderna do Rio de Janeiro realizava a exposição temporária "Geometria sensível" com 80 telas do pintor. Fatidicamente o prédio do museu incendiou-se completamente durante a madrugada do dia 8 de julho, e dos quadros do pintor uruguaio nada sobrou. A perda representou 90% do que o artista produzira e quase gerou um incidente diplomático. O Museu Torres-García em Montevidéu exibe atualmente réplicas fotográficas de seus trabalhos. Junto com as obras de Torres-Garcia, queimaram no incêndio irreversivelmente telas de Pablo Picasso, Joan Miró, René Magritte, Salvador Dalí, Max Ernst e de todos os artistas brasileiros representativos na época, como Di Cavalcanti, Candido Portinari, Ivan Serpa, Manabu Mabe e muitos outros. Um desastre sem precedentes na história das grandes coleções de artes plásticas. Somente nos anos 90 as instituições internacionais voltaram a confiar no Brasil para receber mostras de grande porte. O incêndio teria sido causado ou por um cigarro ou por uma falha elétrica, e destruiu 90% de seu acervo, como a cabeça cubista e um Retrato de Dora Maar, ambas obras de Picasso.
Após extensos trabalhos de restauração, o Bloco de Exposições volta, em 1982, ao funcionamento.
Entre 1993 e 2002, o museu recebeu doações de coleções particulares de Gilberto Chateaubriand, cerca de 4 000 obras, inclusive telas de Cândido Portinari, Tarsila do Amaral, Lasar Segall, Di Cavalcanti e gravuras de Oswaldo Goeldi, entre outras.

## Acervo
O MAM Rio tem um dos mais importantes acervos de arte moderna e contemporânea da América Latina. Esse acervo é formado por obras pertencentes a três coleções de procedências diversas: a coleção própria do museu − refeita, por meio de doações como a da coleção Esther Emílio Carlos, obras doadas por Ferreira Gullar, Governos estrangeiros (um Soulages doado pela presidência da França) e de artistas  e aquisições feitas como patrocínios, notadamente da Petrobrás e White Martins − que reúne importantes trabalhos de artistas nacionais, mas se destaca por abrigar a maioria das obras internacionais da instituição como por exemplo esculturas de Brancusi, Giacometti, Hans Arp, Henri Moore e pinturas de Robert Motherwell, Torres-Garcia, Carlos Carra, Lucio Fontana; a coleção Gilberto Chateaubriand, a maior e mais abrangente coleção de arte moderna e contemporânea brasileira – cedida ao museu em regime de comodato; e a coleção Joaquim Paiva, dedicada exclusivamente à fotografia de nomes de diferentes gerações e nacionalidades.

## Cinemateca do MAM
Desde a fundação do MAM, em 1948, havia um interesse por parte de seus patronos em construir um arquivo fílmico para a instituição. A iniciativa ganhou tração graças aos esforços de Raymundo Ottoni de Castro Maya, que por acaso também era cineasta, e começou a tomar corpo a partir de 1951, quando a gestão de Niomar Muniz Sodré cria oficialmente o Departamento de Cinema do museu, visando a construção de um arquivo e a criação de uma sala de exibição. Foi nomeado por diretor do recém-criado departamento o crítico de cinema Antônio Moniz Vianna, e coube ao jovem médico e jornalista Ruy Pereira da Silva capitanear a implementação do setor. Pereira da Silva travou contato com a Cinémathèque Française e a Film Library do MoMA, visando a obentção de cópias de exibição dos filmes. A sessão inaugural do Departamento de Cinema se deu no dia 7 de julho de 1955, no auditório da Associação Brasileira de Imprensa, com um programa inaugural intitulado "Ciclos de Arte". Seguiriam programações como o festival "Dez Anos de Filmes de Arte", realizado no auditório da Mesbla. Esse caráter algo itinerante seria característico desses primeiros anos do Departamento de Cinema. Ao longo da década, o Departamento foi promovendo ciclos de exibições de clássicos do cinema, retrospectivas e até mesmo pré-estreias, tornando-se uma iniciativa cultural reconhecida no Rio de Janeiro. Em janeiro de 1958, o Departamento de Cinema é fundido com o Centro de Cultura Cinematográfica, sendo renomeado como Cinemateca e tendo seu acervo transferido para o prédio principal do MAM.
Boa parte das sessões continuava sendo realizada fora das dependências do Museu, em instituições como a ABI e a Maison de France, até 1964, quando passam a ocorrer no terceiro andar do Bloco de Exposições. No mesmo ano, Cosme Alves Netto passa a ser curador e diretor da instituição, posto que ocuparia até seu falecimento em 1996.
Durante os anos da ditadura militar brasileira, a Cinemateca passou a ser considerada um espaço de resistência, programando e exibindo obras que tinham sido oficialmente censuradas pelo governo, filmes estrangeiros que não possuíam tração no circuito exibidor nacional e obras experimentais. Diversos cineastas brasileiros importantes ministravam oficinas, cursos ou sessões promovidas pela Cinemateca. A partir de 1965, a instituição passa a firmar parceria com o estúdio Tecnisom, fazendo com que a Cinemateca passasse a ser procurada por cineastas que precisavam de condições para montar e finalizar seus filmes.
Após sucessivas reformas no Museu, a sala de projeção definitiva da Cinemateca do MAM foi inaugurada em 1987 e, após o falecimento de uma das principais figuras da história da instituição, renomeada como Sala Cosme Alves Netto. 
A Cinemateca do MAM é o segundo arquivo fílmico mais antigo do país ainda em atividade, perdendo apenas para a Cinemateca Brasileira, em São Paulo. É afiliada à FIAF (Federação Internacional dos Arquivos de Filmes) e tida como um dos arquivos fílmicos mais importantes da América Latina. A partir do início de 2020, o acervo fílmico e documental da instituição passou a ser gradualmente transferido para um novo centro de conservação na Rua do Senado, no bairro da Lapa. No mesmo ano, Hernani Heffner, pesquisador que durante anos ocupou o cargo de conservador chefe do arquivo fílmico, passou a ocupar a função de gerente da Cinemateca. Hoje, a Cinemateca promove sessões presenciais, veicula filmes através de suas plataformas digitais e promove debates in loco ou via transmissão digital. A programação é assinada pelo crítico de cinema Ruy Gardnier.